# Il club delle baby sitter
Il club delle baby sitter (The Baby-Sitters Club)  è un film del 1995 diretto da Melanie Mayron, basato sulla serie di libri The Baby-Sitters Club scritti da Ann M. Martin.

## Trama
Nel campo estivo che le sette amiche allestiscono per tutti i bambini del paese nell'enorme giardino di Dawn.
La giovane Kristy Thomas deve affrontare un grosso dilemma, confrontarsi con il padre tornato dopo averla abbandonata insieme alla famiglia molti anni prima, e non sa se parlarne con le sue amiche e con i suoi familiari. Alla fine Kristy decide di rivelare il suo segreto alla sua migliore amica, Mary Anne Spier, anche lei piena di problemi di cui non parla con le sue amiche. Claudia Kishi è invece assorta col fallimento del suo esame, e con il suo prossimo esame da affrontare, correndo il rischio di dover ripetere l'anno. Stacey McGill ha il diabete e per questo si fa un mucchio di problemi. Si è innamorata del diciassettenne Luca, cugino di una bambina a cui bada ogni mercoledì sera, a cui racconta una bugia dicendogli che ha sedici anni. Dawn Schafer è ambientalista e vegetariana, è ossessionata dalla sua vicina, la quale è indispettita dal trambusto del campo estivo che si tiene troppo vicino alla sua casa. Le ultime due amiche, Mallory e Jessy non hanno particolari problemi ed hanno un ruolo comprimario nella pellicola, ma non nella serie di libri.
Mallory ha undici anni ed è una scrittrice provetta, tanto che vuole terminare di scrivere il suo primo libro agli undici anni e mezzo.
Jessi è la più stralunata di tutte, molto vivace e allegra.
Queste sette ragazze hanno una specie di nemica che fa di tutto, con altre due sue conoscenti, pur di sabotare ogni loro evento.